# RedeTV! Esporte
RedeTV! Esporte foi um telejornal esportivo da RedeTV!, que era exibido sempre de segunda a sexta e aos sábados, com a edição especial. Trazia as principais informações do mundo esportivo e as últimas notícias dos clubes brasileiros, além de gols e imagens com a participação do telespectador.

## Primeira Fase
A primeira fase do programa entrou no ar no dia 28 de fevereiro de 2005, com a apresentação de Fernando Vanucci e Roberto Avallone. Em Abril, Avallone é demitido da emissora por ter acertado, às escondidas, a transferência para a Rede Bandeirantes. No final do mês, Cristina Lyra começa a apresentar o programa ao lado de Vanucci, formando a dupla que, até então, apresentava a atração. Uma curiosidade: os dois já chegaram a apresentar juntos, em 2004, o extinto Jornal da TV!, na folga dos titulares Augusto Xavier e Rita Lisauskas. O Editor-chefe era o jornalista Alex Fogaça, e o diretor de esportes, Terence Mattar (hoje na Band). Em Outubro de 2005, após o final da Liga Futsal daquele ano, o programa chegou a ter uma edição aos domingos apresentada por Cristina Lyra, com uma retrospectiva dos fatos ocorridos durante a semana e lances dos jogos do Brasileirão e da Liga dos Campeões da UEFA. No entanto, a edição dominical foi retirada do ar por não alcançar a repercussão esperada pela emissora. Desde que estreou, o programa sofreu seguidas trocas de horário. De Fevereiro até Novembro de 2005, o programa tinha meia hora de duração e começava às 19:20. Com a demissão de João Kléber, a RedeTV! reformulou sua grade de programação e deu mais meia hora para o programa, que passou a ser exibido às 18:15. Mas em Dezembro, a emissora teve de cumprir sentença judicial apresentando o Direitos de Resposta por 30 dias. Chegou-se a falar em férias para a atração, mas resolveu-se por tirar meia hora desta, que passou a ser apresentada de 18:50 às 19:20. Em Fevereiro do ano seguinte, com o fim do prazo da sentença judicial, o RedeTV! Esporte ganhou novamente mais meia hora, sendo apresentado de 18:50 às 19:50. No dia 11 de Abril, foi reduzido a 35 minutos e passou a ser apresentado às 19:15. Outra troca de horário aconteceu em 10 de Julho, quando passou para as 20:05. Com a chegada do Horário Político, o programa passou a ser exibido das 20h00 as 20h30, e no dia 29 de Setembro voltou à duração anterior. No início de Dezembro, sofreu outra alteração de horário, passando a ser exibido às 18:10. A baixa audiência obtida (1 ponto apenas), no entanto, fez com que o programa voltasse ao horário de 19:30 em Março de 2007, mas tal alteração durou pouco tempo: devido à mudanças de programação causadas pelo programa Encontro Marcado, o programa retornou ao horário de 18:10, ganhando mais 20 minutos de duração, mas a pouca audiência (1 ponto, perdendo até para a MIX TV) fez terminar a primeira fase do RedeTV! Esporte, em 24 de Agosto de 2007. O programa foi substituído pelo Notícias das 6.

### Minas Gerais
No início de 2006 o programa ganhou uma edição local pela RedeTV! Belo Horizonte, exibida diariamente a partir de 19h00. Era apresentada por Chico Maia e Lélio Gustavo, e ficou no ar até 2008.

## Volta ao ar
Em 18 de maio de 2009, o programa voltou ao ar, agora sob o comando de Flávia Noronha, no horário de 11:30 da manhã. Seguindo a linha do Leitura Dinâmica, passou a mostrar notícias curtas sobre os clubes, jogos e gols pelo Brasil e pelo mundo e estreou o quadro Achei na Net, com vídeos da Internet. Inicialmente com duração de 15 minutos, em fins de junho do mesmo ano teve duração ampliada para 25 minutos, devido à reclamações de telespectadores sobre cortes de matérias por escassez de tempo.
Em 5 de abril de 2010, o programa ganhou mais cinco minutos e mudou de horário, passando a ser exibido ao meio-dia. Na semana seguinte, em 9 de Abril, Flávia Noronha despede-se da atração, convidada que foi para assumir o TV Fama. No dia 19 de abril em seu lugar, entrou Paloma Tocci. Durante a Copa do Mundo, o programa mudou para às 14h00 para não concorrer com os jogos exibidos às 11h00 além de poder oferecer as informações atualizadas sobre os mesmos. No dia 12 de julho, o programa novamente muda de horário passa a ser das 11h15 às 12h00 tendo assim 45 minutos de duração.
No dia 21 de fevereiro de 2011, o programa passou a exibido a partir das 11h00 da manhã passando a ter uma hora de duração. Em 2012, o programa passa a ser exibido às 18h00. Com o retorno de Paloma Tocci à Rede Bandeirantes, em maio de 2012, Gabriela Pasqualin assumiu o programa diário.
No dia 1 de março de 2013, o programa foi exibido pela última vez. Em 29 de abril, estreou o Bola Dividida.

### Edição Especial
Em Junho de 2011, o programa passa a ter uma edição especial também aos sábados, apresentado por Gabriela Pasqualin e eventualmente, por Roberta Gabardo e tendo Paloma Tocci, apresentando uma mesa redonda. A atração ia de 13h00 as 16h00, a não ser quando se tinha futebol. Em Julho de 2012, o programa passou a ser apresentado de 13h00 às 14h00, com uma hora de duração, tendo o comando de Juliana Franceschi. Deixou de ser exibida em 2013.

## Quadros
- Abre o Jogo - uma entrevista com um ídolo do futebol e do esporte em geral, que contava sua história, suas manias e preferências.
- Por Onde Anda - uma personalidade esportiva sumida da mídia revelava o que fazia hoje em dia e contava curiosidades sobre sua época de jogador.
- Isto é Esporte - neste quadro, o telespectador conhecia esportes pouco divulgados na mídia.
- Loucuras do Torcedor - um torcedor contava uma história inacreditável que viveu para assistir um jogo, bastando apenas mandar um e-mail para o programa.
- Alô, Você - os torcedores mandavam seu recado ou bronca para jogadores e dirigentes como se estivessem conversando ao telefone
- Interativa - enquete sobre um assunto de destaque.
- Mancadas - vídeos da Internet com as principais trapalhadas dos esportes.
- Frase do Torcedor - Uma citação ou gozação do telespectador, encerrando a parte nacional do programa.
- O Melhor do Bola na Rede - compacto curto, exibido às terças, com os melhores momentos do debate esportivo dominical.
- Parada de Sucessos - era tocada uma música relativa a um assunto de destaque, ou em homenagem a uma personalidade.
- O RedeTV! Esporte Pictures Apresenta... - um assunto de destaque era sempre comparado com um filme de sucesso.
- Fala, Torcida - o repórter Fernando Fontana entrevistava torcedores que davam sua opinião e faziam seu show, seja narrando um lance ou fazendo embaixadas.
- E aí? - o torcedor dava a sua opinião sobre um assunto polêmico em destaque.
- Parece que Foi Ontem - um jogador que brilhava no futebol do exterior teve revisada neste quadro sua participação em clubes brasileiros
- Da Redação - As notícias dos clubes brasileiros eram analisadas por Rodrigo Cabral ou Fernando Fontana, da redação da RedeTV!
- Pergunta Divertida - Os apresentadores perguntavam ao maior pontuador do dia na promoção Copa de Prêmios um pergunta fácil, que lhe dava direito a um prêmio extra de 1000 reais.
- Achei na Net - um vídeo esportivo curioso e engraçado, vindo da Internet, era exibido e comentado.

## Cronologia de apresentadores
- Gabriela Pasqualin (2010-2013)
- Juliana Franceschi (Especial) (2012-2013)
- Cristina Lyra (2005-2007)
- Flávia Noronha (2009-2010)
- Fernando Vanucci (2005-2007)
- Paloma Tocci (2010-2012)
- Roberto Avallone (fevereiro-abril de 2005)